# أون سان
القائد (Bogyoke) أون سان( وُلِد يوم 13 من فبراير عام 1915م - وتُوفي يوم 19 من يوليو عام 1947م) ثوري وقومي بورمي وكان أيضًا مؤسِس جيش بورما الحديث الذي يُسمى (Tatmadaw) وهو يُعتبر الأب لبورما العصرية.
أون سان هو مؤسِس حزب بورما الشيوعي وساعد في الحصول على الاستقلال والتخلص من الحكم البريطاني الاستعماري في بورما، ولكن تم اغتياله قبل الاستقلال بستة أشهر. وعُرِف بالمهندس القائد للاستقلال ومؤسِس اتحاد بورما. أُطلِق عليه لقب "Bogyoke" (القائد) ولا يزال شعب بورما يُعجَب بأونج سان ويقدره، ولا يزال اسمه يُذكَر في سياسات بورما حتى الآن.
لدى أون سان ابنة تُسمى اون سان سو تشي وهي امرأة سياسية في بورما بالإضافة إلى إنها حصلت على جائزة نوبل للسلام.

## تراثه

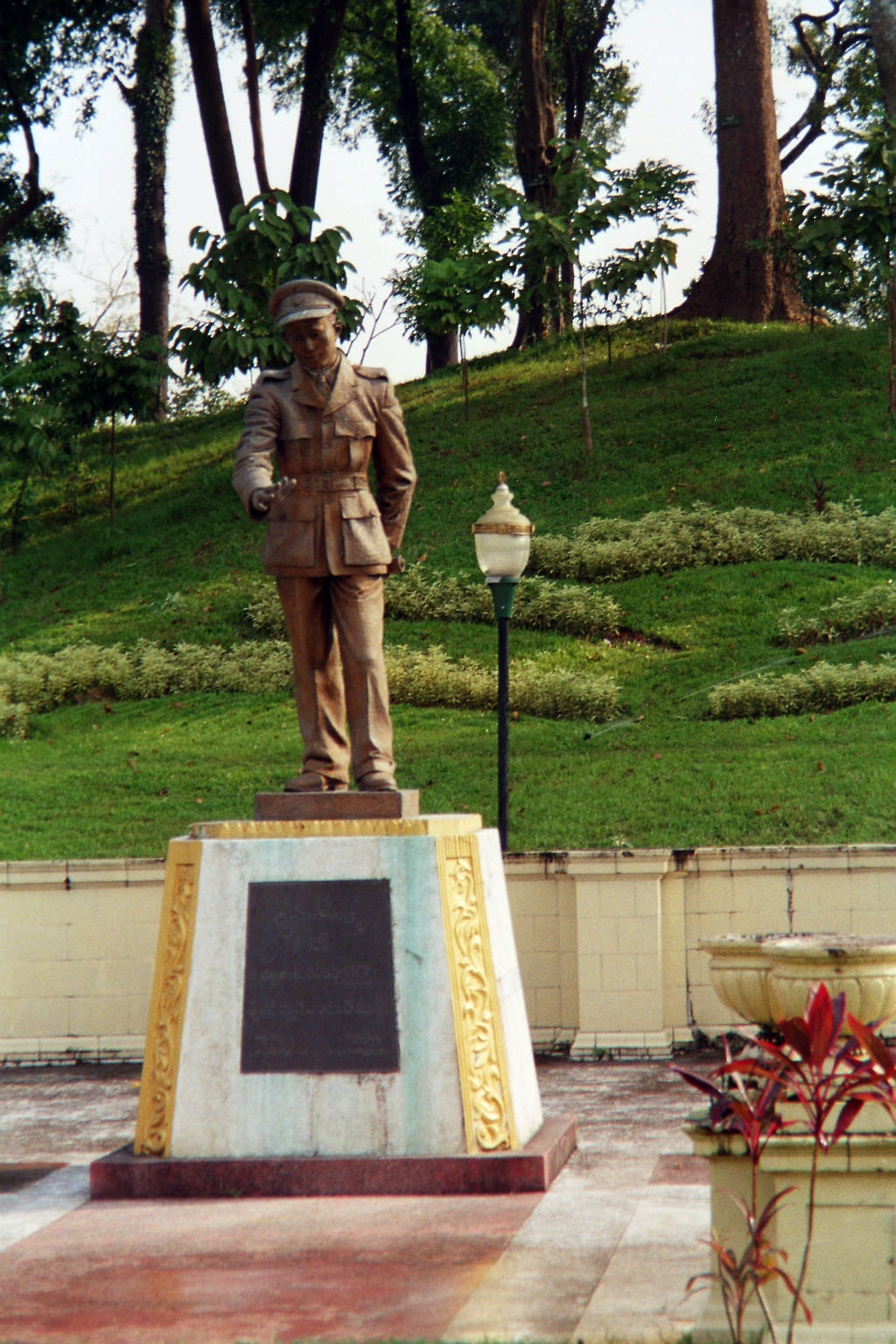
تمثال أون سان على الشاطئ الشمالي لبحيرة كانداوجيي في يانغون

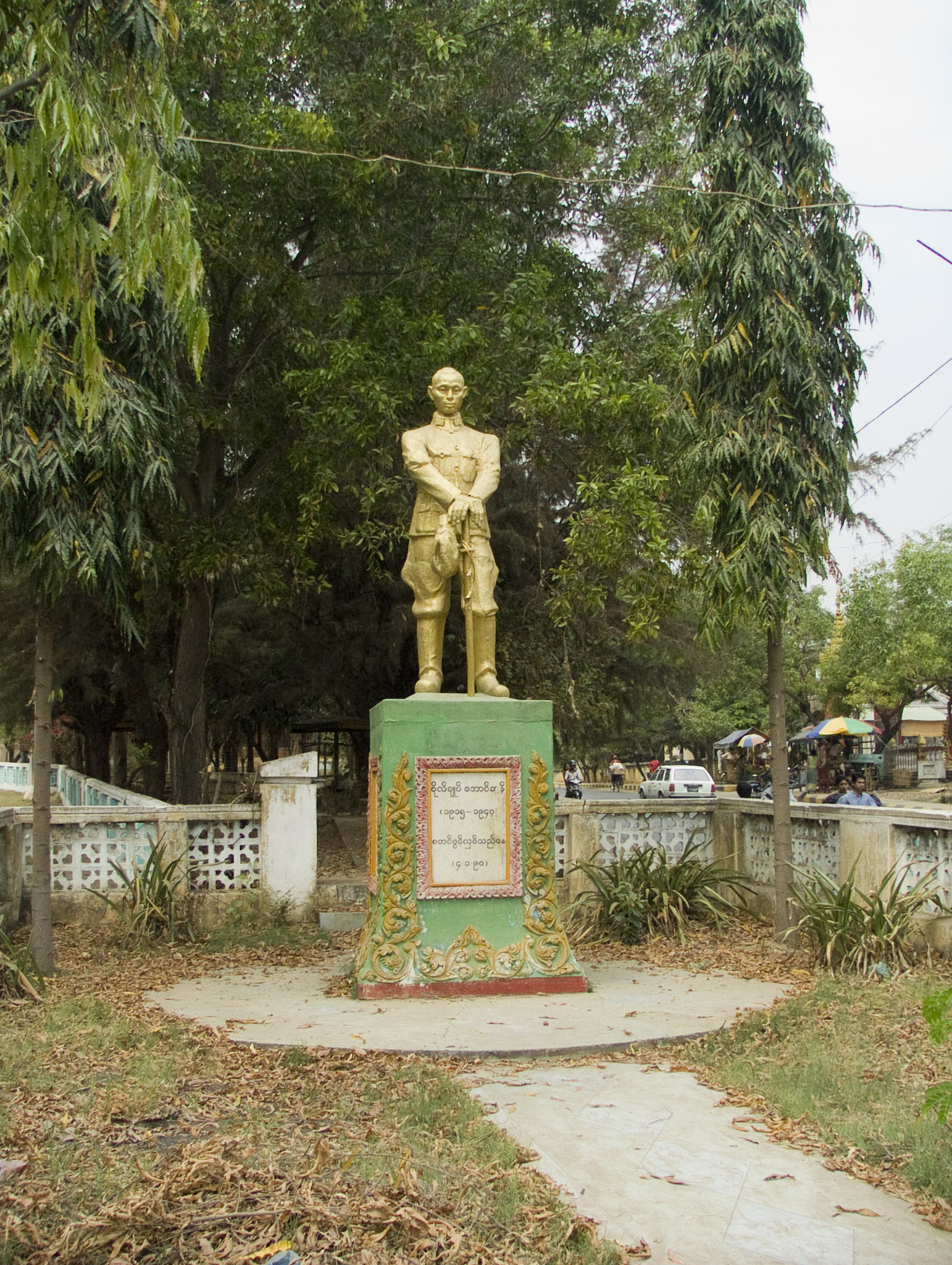
تمثال لأون سان في ماندالاي

أكَّدَ تراث أون سان ونشاطات ابنته على مكانته في التاريخ كمهندس استقلال بورما وبطل قومي. كان عمر اون سان سو تشي عامين فقط عندما مات والدها. أُقيم ضريح الشهداء عند سفح باجودية شويداجون، وأصبح يوم 19 يوليو، يوم الشهداء (Azani nei) إجازة عامة. ونال عمله الأدبي الذي عنوانه "تحدي بورما" (Burma's Challenge) أيضًا نفس الشهرة.
ذكرت حكومات بورما المتتالية- منذ الاستقلال حتى الحكم العسكري عام 1990م- اسم أون سان محاوِلة أن تمحي كل آثار ذكراه. ومع ذلك، ظلت تماثيل عديدة له تزين العاصمة السابقة يانغون، وظلت صورته تُشرِّف كثيرًا من المنازل والمكاتب في البلدة. وسُميَّ سوق سكوت، أشهر سوق في يانغون، بسوق بوجيوك (Bogyoke Market) تخليدًا لذكراه -حيث أُطلِق على أون سان لقب (Bogyoke)-، وسُمي أيضًا طريق مفوض بعد الاستقلال باسم طريق بوجيوك أون سان (Bogyoke Aung San Road). حُفظَت تلك الأسماء في الذاكرة. تحتوي مدن وقرى كثيرة في بورما على طرقات عامة وحدائق مُسماه على اسم أون سان. وحمل الشعب صورته في كل مكان في انتفاضة 8888 عام 1988 واستخدمها كنقطة تجمع. وبعد الانتفاضة، أعادت الحكومة تصميم العملة الوطنية، الكيات الميانماري، واستبدلت صورة أون سان على العملة بصور لبعض مظاهر الحياة في بورما.

## وصلات خارجية
- Aung San's resolution to the Constituent Assembly regarding the Burmese Constitution, 16 June 1947
- Who really killed Aung San? Vol 1 على يوتيوب بي بي سي documentary on YouTube, 19 July 1997
- Kin Oung. Who Killed Aung San? White Lotus, 2nd edition. ISBN 974-8496-68-6
- http://www.bogyokeaungsanmovie.org/